# Coney Island Cyclone
De Coney Island Cyclone (ook wel kortweg Cyclone genoemd) is een houten achtbaan in het Luna Park op Coney Island, New York. De achtbaan is ontworpen door Vernon Keenan en werd op 26 juni 1927 geopend. De Cyclone staat op de hoek van Surf Avenue en West 10th Street en heeft een topsnelheid van 60 km/u en baanlengte van 800 meter.

## Geschiedenis

### 1927-1959

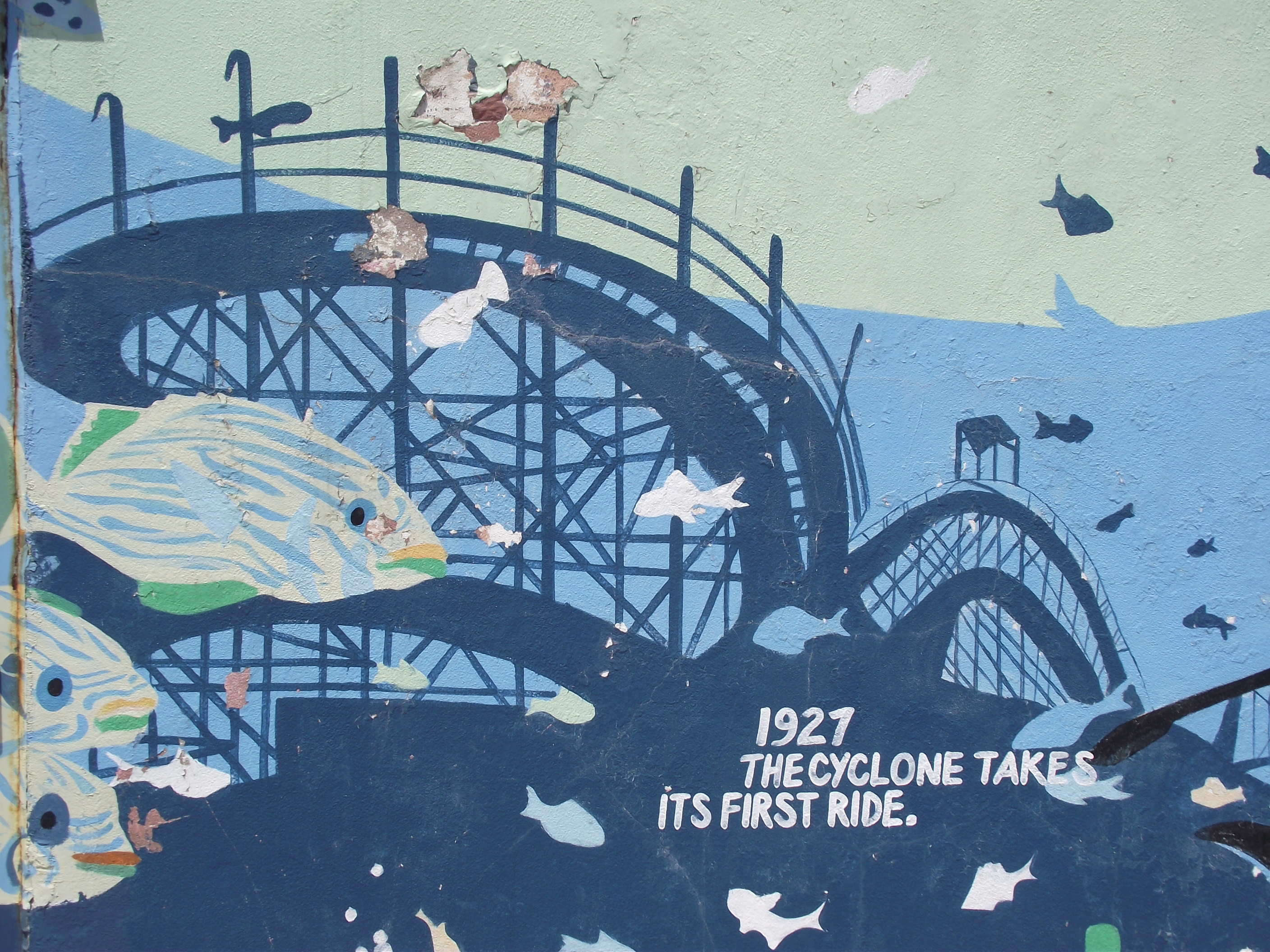
Plakkaat ter ere van de opening op de muur van het New York Aquarium

Het Luna Park werd in 1903 geopend. Voordat de Cyclone gebouwd werd, stond op dezelfde plek een andere attractie genaamd Giant Racer. Die attractie werd in 1911 geopend en in 1926 gesloten om plaats te maken voor de Cyclone.. Nabij de locatie van de Cyclone stond tevens de eerste achtbaan van Coney Island en een van de eerste in de Verenigde Staten, de uit 1884 daterende Switchback Railway.
Twee andere achtbanen op Coney Island, de Thunderbolt en Tornado, bleken al snel erg populair. Hierop besloten Irving and Jack Rosenthal om een stuk land op de hoek van Surf Avenue en West 10th Street aan te kopen om een eigen achtbaan te plaatsen. Hiervoor moest de Giant Racer worden gesloopt. Aanvankelijk werden de kosten van de bouw op $ 100.000 begroot, waarmee de beroemde achtbaanontwerper Vernon Keenan kon worden ingehuurd. Harry C. Baker overzag de bouw. De achtbaan werd door lokale bedrijven en toeleveranciers gebouwd, waaronder de National Bridge Company (staalverwerker) en Cross, Austin, & Ireland (houthandel). De uiteindelijke bouwkosten lagen tussen de $ 146.000 en $ 175.000. De Cyclone werd op 26 juni 1927 geopend en had een toegangsprijs van 25 cent, wat in 2021 zo'n $ 3,90 zou zijn. De huidige toegangsprijs is $ 10.
In 1935 namen de gebroeders Rosenthal het Palisades Park in New Jersey over. De Cyclone werd hierop onder toezicht van Christopher Feucht geplaatst die in 1907 een attractie genaamd Drop the Dip had gebouwd en al eerder reparaties aan de Cyclone had uitgevoerd. Ook in de jaren 30 van de twintigste eeuw bleef de achtbaan een zeer populaire attractie. Ter aanvullend vermaak werd tot in de jaren 50 een gekostumeerd persoon met dwerggroei bij de uitgang geplaatst die mensen na de rit een elektrische schok gaf.

### 1960-1980
In de jaren 60 van de twintigste eeuw nam het aantal bezoekers af. Als factoren werden slecht weer, verhoogde criminaliteit in de omgeving en onvoldoende parkeerplaatsen na toename van het autoverkeer genoemd. Het enige nog overgebleven grote themapark op het eiland, Steeplechase Park, sloot in 1964 haar deuren en werd kort daarna afgebroken. De Cyclone werd in 1965 verkocht aan het New York City Department of Parks and Recreation.
In 1954 werd het New York Aquarium nabij de Cyclone geopend. Het stadsbestuur van New York was in 1967 van mening dat een uitbreiding van het New York Aquarium nuttiger was dan behoud van de Cyclone. De eigenaar, East Coaster Corporation, verloor een rechtszaak om dit te voorkomen. In 1969 kocht het stadsbestuur de Cyclone voor een bedrag van 1,2 miljoen dollar.
Na de aankoop bleef de Cyclone onderhouden worden door East Coaster Corporation. Er bleek na verloop van tijd echter achterstallig onderhoud te zijn: er werden maar liefst 101 veiligheidsovertredingen vastgesteld. In 1972 waren de uitbreidingsplannen van het New York Aquarium vastgesteld. Vervolgens werd een reddingsactie genaamd Save the Cyclone op touw gezet. Hierdoor ontstond een conflict tussen enerzijds het aquarium en anderzijds de Kamer van Koophandel van Coney Island die tegen de sloop was. De eigenaar van AstroWorld in Houston, Six Flags, overwoog om de Cyclone te kopen en naar het pretpark in Houston te verplaatsen. Dit werd echter te duur bevonden, waarna AstroWorld een replica genaamd de Texas Cyclone liet bouwen.
In 1974 begon het stadsbestuur te twijfelen aan de uitbreidingsplannen van het aquarium en overwogen om de Cyclone aan een privaat bedrijf te leasen. In april 1975 werd het uitbreidingsplan van tafel geveegd en werd een aanbesteding gestart. Six Flags won de aanbesteding voor een bedrag van $ 57.000 per jaar. Six Flags renoveerde de Cyclone voor een bedrag van $ 60.000 en heropende de achtbaan op 3 juli 1975.

### 1980-heden

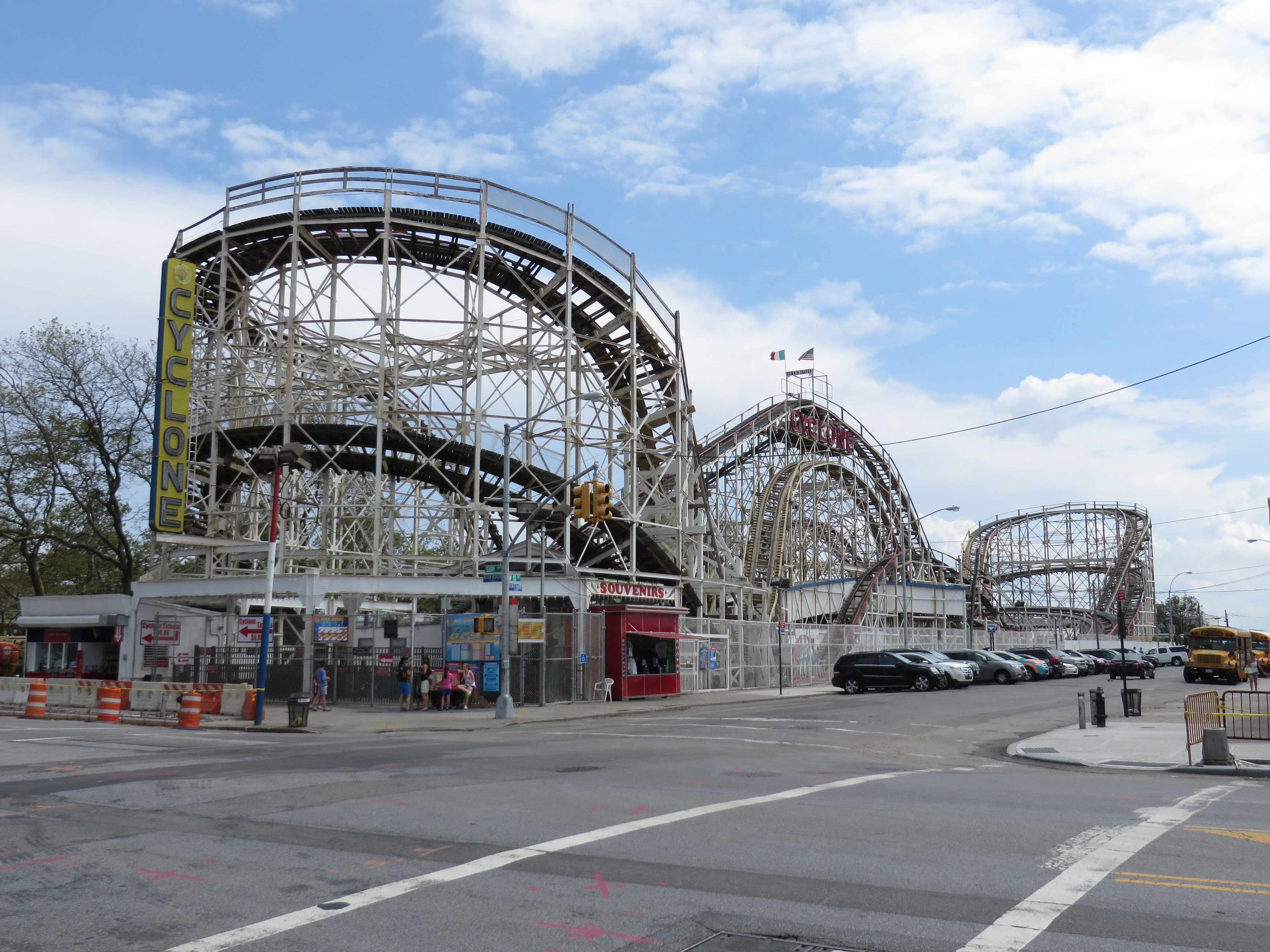
De Cyclone, gezien vanaf Surf Avenue (2013)

Begin 1986 moest de Cyclone omwille van verzekeringstechnische redenen worden gesloten. In juli mocht de achtbaan weer opengaan. Tot en met 2008 bleef de Cyclone in handen van een dochterbedrijf van Astroland. In 2008 sloot Astroland de deuren. In 2009 was de Cyclone onderdeel van Dreamland. In 2011 nam het naastgelegen Luna Park de Cyclone over en gebruikte de stille maanden om de achtbaan grootschalig te renoveren. De renovatie werd uitgevoerd door Great Coasters International en werd in 2016 afgerond.

## Prijzen en onderscheidingen

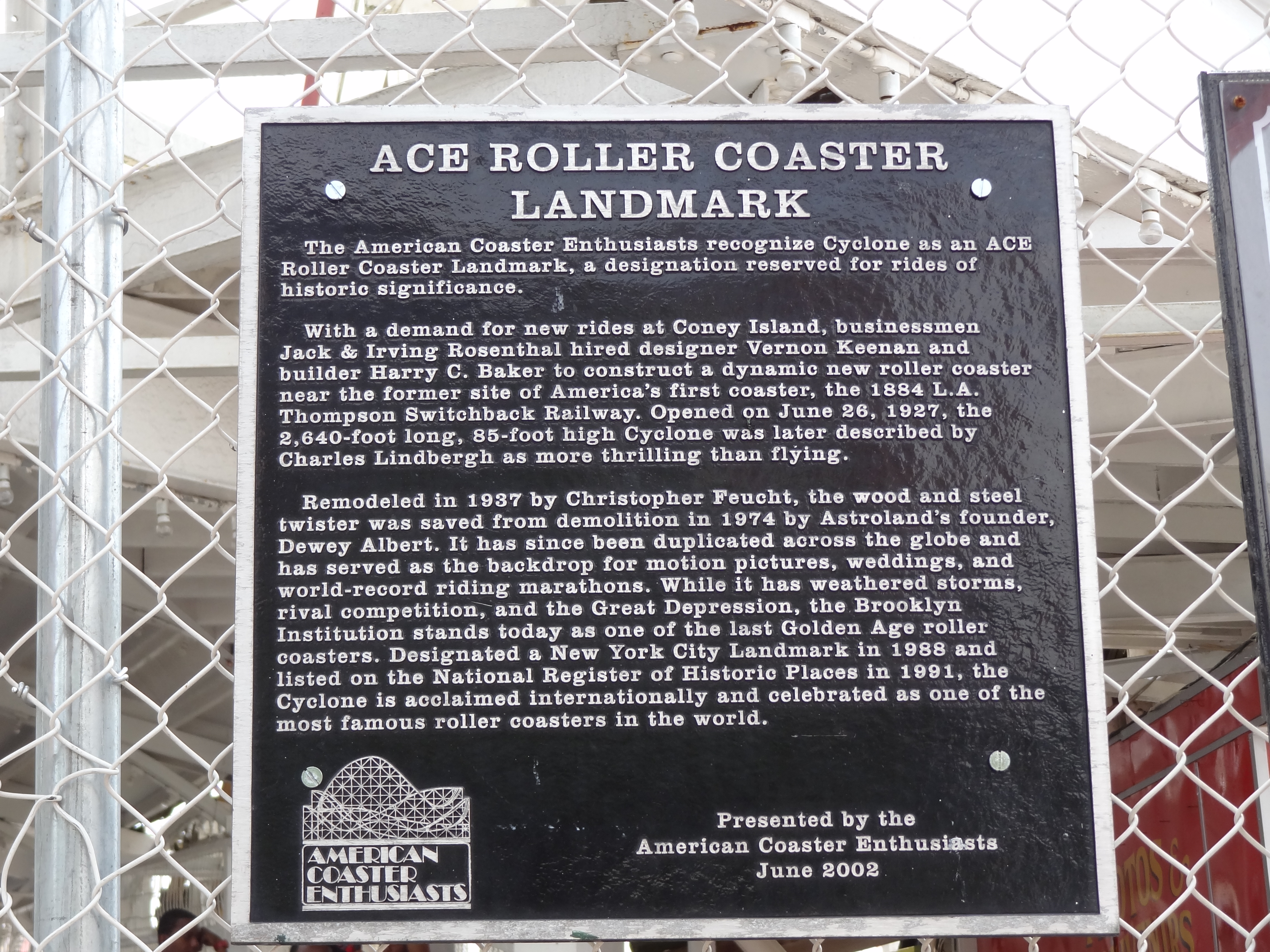
Plakkaatonderscheiding van ACE

De Cyclone werd in 1988 toegevoegd aan de lijst met beschermde stadsgezichten en in 1991 aan het National Register of Historic Places. Ook won de achtbaan een prijs van ACE: Coaster Classic.

## Wetenswaardig
- Van juni 1927 tot april 1976 was de Cyclone 's werelds snelste achtbaan;
- Het honkbalteam Brooklyn Cyclones is vernoemd naar de achtbaan. Het team speelt in het nabijgelegen MCU Park op de locatie van het voormalige Steeplechase Park.[32]